# 62 Andromedae
62 Andromedae este o stea din constelația Andromeda.